# Narcos: Mexiko
Narcos: Mexiko (v anglickém originále Narcos: Mexico) je americký kriminální seriál, který vytvořili a produkovali Chris Brancato, Carlo Bernard a Doug Miro. Seriál se poprvé objevil na Netflixu dne 16. listopadu 2018. Původně byl zamýšlen jako čtvrtá řada seriálu Narcos, ale nakonec z něj vznikl samostatný seriál. Ukazuje ilegální obchodování s drogami v Mexiku, kdežto původní seriál Narcos se zaměřoval na Kolumbii.
V prosinci 2018 si Netflix objednal druhou řadu seriálu. Ta měla poté na Netflixu premiéru dne 13. února 2020. Dne 28. října 2020 Netflix oznámil, že vznikne třetí řada seriálu a že Diego Luna si roli Miguela Gallarda již nezahraje. Závěrečná třetí řada byla uveřejněna 5. listopadu 2021.

## O seriálu
Seriál zkoumá původ moderní drogové války, která začala v době, kdy mexičtí obchodníci s drogami byli volnou a neuspořádanou konfederací drobných nezávislých pěstitelů a obchodníků s konopím. Zachycuje vzestup kartelu z Guadalajary v 80. letech 20. století, kdy se Félix Gallardo (Diego Luna) snaží sjednotit všechny obchodníky, aby vybudoval drogové impérium. Mezitím se agent DEA Kiki Camarena (Michael Peña) přestěhuje z Kalifornie do Guadalajary se svou ženou a malým synem kvůli novému pracovnímu místu. Rychle ale zjistí, že jeho pracovní náplň bude náročnější, než si kdy dokázal představit.

## Obsazení
| Michael Peña         | Kiki Camarena, agent DEA                                 |
| Diego Luna           | Miguel Ángel Félix Gallardo, vůdce kartelu z Guadalajary |
| Tenoch Huerta        | Rafael Caro Quintero                                     |
| Alyssa Diaz          | Mika Camarena, Kikiho manželka                           |
| Joaquín Cosío        | Ernesto „Don Neto“ Fonseca Carrillo                      |
| José María Yazpik    | Amado Carrillo Fuentes                                   |
| Matt Letscher        | Jaime Kuykendall                                         |
| Aaron Staton         | Butch Sears                                              |
| Lenny Jacobson       | Roger Knapp                                              |
| Ernesto Alterio      | Salvador Osuna Nava                                      |
| Tessa Ia             | Sofia Conesa                                             |
| Alejandro Edda       | Joaquín „El Chapo“ Guzmán                                |
| Alfonso Dosal        | Benjamín Arellano Félix                                  |
| Clark Freeman        | Ed Heath                                                 |
| Fermin Martinez      | Juan José „El Azul“ Esparragoza Moreno                   |
| Fernanda Urrejola    | Maria Elvira                                             |
| Gerardo Taracena     | Pablo Acosta                                             |
| Gorka Lasaosa        | Héctor Luis Palma Salazar                                |
| Guillermo Villegas   | Sammy Alvarez                                            |
| Horacio Garcia Rojas | Tomas Morlet                                             |
| Jackie Earle Haley   | Jim Ferguson                                             |
| Manuel Masalva       | Ramón Arellano Félix                                     |
| Teresa Ruiz          | Isabella Bautista                                        |
| Yul Vazquez          | John Gavin                                               |
| Julio Cesar Cedillo  | velitel Guillermo González Calderoni                     |
| Scoot McNairy        | Walt Breslin, agent DEA, vypravěč                        |

## Výroba seriálu

### Vznik
Netflix v září 2016, několik dní po vydání druhé série, objednal třetí a čtvrtou řadu seriálu Narcos. Produkční práce na čtvrté řadě začaly na konci roku 2017, ihned po vydání třetí řady seriálu. Dne 18. července 2018 Netflix oznámil, že místo čtvrté řady bude vydán seriál z nového prostředí a s novým obsazením, nazvaný Narcos: Mexiko.
První řada seriálu byla vydána 16. listopadu 2018. Netflix si objednal druhou řadu dne 5. prosince 2018.

### Herci a tvůrci
V prosinci 2017 byli do hlavních rolí obsazeni Michael Peña a Diego Luna. O několik dní později k nim přibyl i Matt Letscher ve vedlejší roli. Další herce prozradil tvůrce seriálu Eric Newman; patří mezi ně například Tenoch Huerta, Joaquín Cosío, Teresa Ruiz, Alyssa Diaz a José María Yazpik (který si zopakoval roli z třetí série Narcos).
Režie seriálu se ujali jak noví mexičtí režiséři Amat Escalante a Alonso Ruizpalacios, tak i kolumbijský režisér Andi Baiz, který již režíroval několik sérií Narcos.

### Vražda lokačního scouta
Carlose Muñoze Portala, jednoho z lokačních scoutů seriálu, nalezli mrtvého dne 15. září 2017 blízko mexického města Temascalapa. Byl zavražděn několika střelnými ranami. Mluvčí mexického generálního prokurátora prohlásil, že kvůli odlehlému místu, kde bylo tělo nalezeno, nejsou žádní svědci, ale jeho vražda se bude nadále vyšetřovat. Místní úřady zvažují možnost, že jeho smrt zavinily místní drogové gangy, ale jeho vrah nalezen nebyl.